# Blind Boy Fuller
Blind Boy Fuller, pseudoniem van Fulton Allen (Wadesboro, 10 juli 1907 – Durham, 13 februari 1941), was een Amerikaans blueszanger en -gitarist.

## Biografie
Over de eerste jaren van zijn leven is niet veel bekend. Hij is tussen 1903 en 1911 geboren. Bluesonderzoeker Bruce Bastin houdt het op 10 juli 1907.
Toen zijn moeder stierf vertrok het gezin naar Rockingham, waar Fuller Cora Mae Martin leerde kennen. Hij trad in 1926 met haar in het huwelijk. Hij was 18, zij nog maar 14 jaar oud. Kort daarna werd Fuller volledig blind, waarschijnlijk veroorzaakt door een tumor. Het huwelijk verliep turbulent, zoals tevens doorschemert in verscheidene liedteksten van Fuller, waaronder bijvoorbeeld Baby You Gotta Change Your Mind. In 1938 werd Fuller gevangengezet omdat hij met een pistool op zijn vrouw had geschoten, waarbij ze haar been verwondde.
Blind Boy Fuller was een van de populairste artiesten van de Piedmontblues, waartoe ook zijn mentor Reverend Gary Davis, Blind Willie McTell en Blind Blake worden gerekend. Hij was zo populair dat na zijn dood Brownie McGhee korte tijd onder de naam 'Blind Boy Fuller No.2' optrad, zo meeliftend op de populariteit van Fuller. De song Trucking My Blues Away gaf Amerika het bekende gezegde Keep on trucking. Fuller liet zich vaak door Sonny Terry begeleiden op mondharmonica.
Fuller had een snel leven, en stierf op 33-jarige leeftijd in 1941. Bekende nummers zijn Rag Mama Rag, Trucking My Blues Away, en Step It Up And Go. Door zijn populariteit zijn veel nummers van Fuller op platen terug te vinden. Hij bleef dicht bij de traditionele blues, en veel van zijn repertoire en stijl wordt door artiesten uit North Carolina en Virginia nog steeds gebruikt.

## Trivia
- De in 1970 verschenen live-elpee van Rolling Stones Get Yer Ya-Ya's Out! ontleent zijn titel aan het Blind Boy Fuller-nummer Get Your Yas Yas Out. Dit nummer is een voorbeeld van de zogenaamde bawdy, erotisch getinte, blues.
- Toen de oprichter van Pink Floyd, Syd Barrett, in 1965 een nieuwe naam moest verzinnen voor zijn band, koos hij voor The Pink Floyd Sound, later afgekort tot Pink Floyd. Barrett gebruikte hiervoor de namen van Pink Anderson en Floyd Council die hij had gevonden op de hoesnota's van de Blind Boy Fuller-elpee Country Blues (Philips BBL-7512).
- Op Live In Europe een elpee van Rory Gallagher uit 1972 speelt hij Pistol Slapper Blues een nummer dat door Gallagher aangekondigd wordt als zijnde van Blind Fuller.

- Biblioteca Nacional de España: XX934768
- Bibliothèque nationale de France: cb13926192r (data)
- Gemeinsame Normdatei: 134729978
- International Standard Name Identifier: 0000 0000 6304 4917
- Library of Congress Control Number: n91109838
- MusicBrainz: d9109c45-ddf6-4481-89ee-d6bee8306db3
- Nederlandse Thesaurus van Auteursnamen: 097814121
- SNAC: w6ks9cx3
- Système universitaire de documentation: 118400347
- Trove: 809333
- Virtual International Authority File: 76502616